# Polyvinylfluorid
Polyvinylfluorid (Kurzzeichen PVF) ist ein fluorhaltiges Polymer. PVF gehört als thermoplastischer Kunststoff zur Klasse der Fluor-Kunststoffe. Ein bekannter Handelsname ist Tedlar der Firma DuPont.

## Struktur
Polyvinylfluorid mit der Summenformel –[–CH2–CHF–]n– hat eine kettenförmige Struktur. An der Kohlenstoff-Kette trägt nur jedes zweite Atom genau ein Fluor-Atom, die restlichen Bindungen sind mit Wasserstoff gesättigt.
Beim weiter verbreiteten Polyvinylidenfluorid (PVDF) (–[–CH2–CF2–]n–) trägt abwechselnd ein Atom der Kohlenstoffkette zwei Fluor-Atome, das nächste 2 Wasserstoffatome usw.
Die gleiche Bindungsstruktur wie Polyvinylfluorid hat Polyvinylchlorid (PVC), doch bei diesem ist statt Fluor das schwerere Halogen Chlor eingebaut. Das Monomer zur Herstellung durch Polymerisierung ist entsprechend im einen Fall Vinylfluorid, im anderen Vinylchlorid.

## Eigenschaften
Die Bindung zwischen Fluor und Kohlenstoff ist wesentlich fester als die zwischen Chlor und Kohlenstoff im PVC, weshalb Polyvinylfluorid chemisch und physikalisch beständiger als Polyvinylchlorid ist. Es ist über einen Temperaturbereich von −70 °C bis etwa 110 °C einsetzbar, wobei auch höhere Temperaturen (kurzzeitig) möglich sind. Es eignet sich mangels Temperaturbeständigkeit nicht für Spritzguss, weshalb es typisch als Folie verarbeitet wird. Es ist schmutzabweisend und gut zu reinigen. Es ist beständig gegen viele Chemikalien und Weichmacher, doch nicht gegen Ketone und Ester. Es ist undurchlässig für Fette und Öle und sehr diffusionsfest gegenüber Gasen. Darüber hinaus weist es eine gute Witterungsbeständigkeit auf und ist transparent.
Polyvinylfluorid ist ab etwa 300–400 nm Wellenlänge bis weit in den infraroten Bereich durchlässig für Licht. Brechungsindex nD20=1,45. Brennbarkeit: langsam brennend.

## Anwendungen
Polyvinylfluorid wurde Anfang der 1960er Jahre von DuPont als folienförmiges Halbzeug auf dem Markt eingeführt. Neben glasklaren Folien gibt es auch dickeres Tafelmaterial.
Polyvinylfluorid wird für wetterfeste Folien (unter anderem im Bauwesen und in der Elektrotechnik), Beutel, Kaschierungen von Blechen im Fahrzeugsektor, für Überzüge als Werkzeugschutz oder für Whiteboards eingesetzt. Im Fahrzeugbau wird PVF in sog. Dekorfolien zur Oberflächenbeschichtung im Flugzeuginnenraum und im Bahnbereich eingesetzt. In der Pneumatik wird PVF als Filtermaterial für Vakuumfilter verwendet. Wegen seiner geringen Gasdurchlässigkeit wird Polyvinylfluorid für Beutel für gasförmige Proben verwendet.
PVF-Folien werden oft als Verbundfolien eingesetzt. Die Rückseitenbeschichtung von Standard-Solarmodulen wird meist mit einer Folie aus einem PVF-Polyester-PVF-Verbund hergestellt. Der Folienaufbau von Dekorfolien ist ebenfalls mehrlagig und besteht meistens aus einer PVF-Deckschicht, Prägeharzschicht, PVF-Grundschicht und Klebstoffbeschichtung. Zur Erhöhung der Widerstandsfähigkeit gegen Kratzer und Beschädigungen werden oftmals auch Glasfasergewebe in den Verbund eingefügt.
Die Hülle des Luftschiffs Zeppelin NT weist innen eine Schicht PVF für die Gasdichtheit gegenüber dem diffusionsfreudigen Traggas Helium auf, es folgt Polyestergewebe für Zugfestigkeit und außen Polyurethan, um das Laminat durch Schweißen verbinden zu können.